# Caudron C.714
Caudron C.714 (resp. Caudron-Renault CR.714) byl francouzský jednomotorový jednomístný lehký stíhací dolnoplošník, který byl užíván v nevelkém počtu v době druhé světové války. 

## Vývoj
Typ C.714 vznikl na základě specifikace technického oddělení ministerstva letectví (Service technique de l’aéronautique), vypsané v roce 1936 na lehký stíhací letoun. Konstruktér společnosti Caudron Marcel Riffard navázal na úspěšné rychlostní stroje C.450 a C.460. Celodřevěný prototyp C.710-01 se zcela uzavřenou kabinou a pevným podvozkem byl zalétán 11. července 1936. V dalších měsících byl testován na továrním letišti v Guyancourtu a ve zkušebním středisku letectva ve Villacoublay. Dne 1. února 1938 havaroval do lesa u Verriéres. Mezitím byl zalétán druhý prototyp C.710-02 s vyšší a hranatější SOP.
Třetí vyrobený drak C.710 byl v roce 1937 dokončen v modifikované podobě C.713. Pohonná jednotka Renault 12R-01 o výkonu 368 kW zůstala shodná s předchozími prototypy, nová byla instalace zatahovacího podvozku a upravená svislá ocasní plocha. Jediný kus byl zalétán 15. prosince 1937.
Následná verze s označením C.714 byla určena pro sériovou výrobu. Prototyp C.714-01 (výr. č. 7875) byl zalétán 6. července 1938, od září byl zkoušený ve středisku ve Villacoublay. Ministerstvo letectví objednalo 5. listopadu 1938 dvacet sériových kusů s opcí na dalších 180 letounů. později byla objednávka rozšířena o 83 kusy. První sériový C.714.C1 (výr. č. 8533) byl dokončen 10. června 1939. Od prototypu se odlišoval změněným profilem křídla s menším zakřivením, vztlakovými klapkami o menší hloubce, delšími tlumiči podvozku, zesíleným trupem, delšími tlumiči podvozku a jinou kapotáží motoru Renault 12R-03 s třílistou stavitelnou vrtulí Ratier HG 1544. Výzbroj tvořily čtyři kulomety MAC 34 ráže 7,5 mm s 300 náboji na hlaveň v gondolách pod křídlem.

## Nasazení
Armée de l'Air byly první C.714 převzaty v lednu 1940. 
Celkem 50 nově vyrobených letounů bylo nabídnuto Finsku, které od listopadu 1939 bojovalo se Sovětským svazem. Před uzavřením příměří v březnu 1940 se na místo určení dostalo pouze šest exemplářů (CA-551 až CA-556). Po kompletaci ve státní letecké továrně v Tampere byly v roce 1940 čtyři C.714 zařazeny do perutě LeLv 30 na letišti Pori. Ze služby byly vyřazeny počátkem roku 1941.
Jedinou jednotkou francouzského letectva vyzbrojenou C.714 byla peruť GC I/145, jejíž personál tvořili polští piloti. V květnu 1940 u ní bylo dislokováno kolem 40 letounů C.714, z nichž však jen 19 bylo plně bojeschopných. Poláci na tomto typu bojovali do poloviny června 1940. Při ztrátě devíti C.714 ztracených ve vzdušných bojích a devíti dalších zničených na zemi nárokovali osm sestřelů. V řadách perutě s C.714 operačně létal i československý pilot čet. Ladislav Uher.
Dvanáct kusů používala také letka teritoriální obrany DIAP v Lyonu, jejíž personál tvořili rovněž Poláci.
Několik ukořistěných C.714 krátce zkoušela také Luftwaffe.

## Specifikace

Caudron C.714

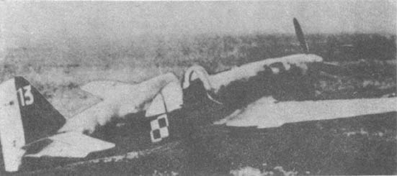
Caudron C.714, GC I/145, 1940

Data podle: The Complete Book of Fighters

### Hlavní technické údaje
- Osádka: 1 pilot
- Rozpětí: 8,97 m
- Délka: 8,63 m
- Výška: 2,87 m
- Nosná plocha: 12,5 m²
- Hmotnost prázdného letounu: 1395 kg
- Vzletová hmotnost : 1880 kg
- Pohonná jednotka: 1× invertní, řadový 12válec do V Renault 12R 03
- Výkon pohonné jednotky: 500 k (373 kW)

### Výkony
- Maximální rychlost: 460 km/h ve výšce 5000 m
- Dostup: 9100 m
- Stoupavost: 4000 m / 9 min 40 sec
- Dolet: 900

### Výzbroj
- 4× kulomet MAC 1934 ráže 7,5 mm